# 保德州
保德州，金朝时设置的州。
大定二十二年（1182年）以保德军改置，治所在保德县（即今县）。属河东北路。元朝时，属冀宁路。明朝洪武七年（1374年），降为县，九年复为州。属太原府。清朝雍正二年（1724年），改为保德直隶州，辖境约当今山西省河曲县、保德县两县。1912年废，改本州为县。因地迫临黄河，宋朝、明朝时为西北冲要。